# 1912年ストックホルムオリンピックのフィンランド選手団
1912年ストックホルムオリンピックのフィンランド選手団（1912ねんストックホルムオリンピックのフィンランドせんしゅだん）は、1912年5月5日から7月27日にかけてスウェーデンの首都ストックホルムで開催された1912年ストックホルムオリンピックのフィンランド選手団、およびその競技結果。

## 概要
今大会は金メダル9個、銀メダル8個、銅メダル9個の合計26個のメダルを獲得した。

## メダル
| メダル | 選手名                                                             | 競技 | 種目                     |
| ------ | ------------------------------------------------------------------ | ---- | ------------------------ |
| 金     | ハンネス・コーレマイネン                                           | 陸上 | 男子5000m                |
| 金     | ハンネス・コーレマイネン                                           | 陸上 | 男子10000m               |
| 金     | ハンネス・コーレマイネン                                           | 陸上 | 男子クロスカントリー個人 |
| 金     | アルマス・タイパレ                                                 | 陸上 | 男子円盤投               |
| 金     | アルマス・タイパレ                                                 | 陸上 | 男子円盤投両手           |
| 金     | ユーホ・サーリスト                                                 | 陸上 | 男子やり投げ両手         |
| 銀     | ハンネス・コーレマイネン ヤルマリ・エスコラ アルビン・ステンロース | 陸上 | 男子クロスカントリー団体 |
| 銀     | エルマー・ニクランダー                                             | 陸上 | 男子円盤投両手           |
| 銀     | ユーホ・サーリスト                                                 | 陸上 | 男子やり投               |
| 銀     | ヴェイネ・シーカニエミ                                             | 陸上 | 男子やり投げ両手         |
| 銅     | アルビン・ステンロース                                             | 陸上 | 男子10000m               |
| 銅     | エルマー・ニクランダー                                             | 陸上 | 男子砲丸両手投げ         |
| 銅     | ウルホ・ペルトネン                                                 | 陸上 | 男子やり投げ両手         |